# Георгиев, Никола
Никола Георгиев (24 ноября 1937, Казанлык, Болгария — 23 сентября 2019) — болгарский литературный критик, теоретик литературы, фольклорист, культуролог, доктор филологических наук, профессор Софийского университета. Окончил отделение болгарской филологии СУ (1961).

## Работы
- «Болгарская народная песня» (1976)
- «Анализ лирического произведения» (1985, 2. изд. 1994, 3. изд. 2003)
- «Анализационные наблюдения» (1993)
- «Болгарская Хашекиада» (1997)
- «Мнения и сомнения» (1999)
- «Тревожное литературознание» (2006)